# 演歌・はやり歌
演歌・はやり歌（えんか・はやりうた）は、「CROSS CUE」製作で2010年12月まで放送されていた、演歌専門の音楽番組である。旧番組名は「演歌流行歌」（えんかはやりうた）で、2010年7月から半年間がこの番組名。SD画面だったため、左右にクリーム色のサイドバーを表示していた。

## レギュラー出演者
- 歌川二三子 - 司会
- 水無月順子
- 大城バネサ
- 澤井幸子
- 青山るみ - 番組特別レギュラー

## 末期の放送時間
| 放送対象地域   | 放送局                                        | 系列           | 放送時間            | 備考                          |
| -------------- | --------------------------------------------- | -------------- | ------------------- | ----------------------------- |
| 青森県         | 青森テレビ （ATV）                            | TBS系列        | 日曜 6:00 - 6:30    |                               |
| 栃木県         | とちぎテレビ （GYT）                          | 独立放送局     | 火曜 10:30 - 11:00  | 2010年9月終了                 |
| 群馬県         | 群馬テレビ （GTV）                            | 独立放送局     | 月曜 9:00 - 9:30    |                               |
| 千葉県         | 千葉テレビ放送 （CTC）                        | 独立放送局     | 水曜 8:30 - 9:00    |                               |
| 新潟県         | 新潟放送 （BSN）                              | TBS系列        | 水曜 27:00 - 27:30  |                               |
| 石川県         | テレビ金沢 （KTK）                            | 日本テレビ系列 | 日曜 4:10 - 4:40    |                               |
| 岐阜県         | 岐阜放送 （GBS）                              | 独立放送局     | 日曜 6:00 - 6:30    |                               |
| 三重県         | 三重テレビ放送 （MTV）                        | 独立放送局     | 火曜 13:30 - 14:00  |                               |
| 和歌山県       | テレビ和歌山 （WTV）                          | 独立放送局     | 火曜 8:30 - 9:00    |                               |
| 島根県・鳥取県 | 山陰放送 （BSS）                              | TBS系列        | 日曜 4:45 - 5:15    |                               |
| 広島県         | 中国放送 （RCC）                              | TBS系列        | 土曜 4:45 - 5:15    |                               |
| 山口県         | 山口放送 （KRY）                              | 日本テレビ系列 | 日曜 4:30 - 5:00    |                               |
| 熊本県         | 熊本朝日放送 （KAB）                          | テレビ朝日系列 | 日曜 5:20 - 5:50    |                               |
| 全国           | ワールド・ハイビジョン・チャンネル （TwellV） | BSデジタル放送 | 土曜 5:30 - 6:00    | 2010年10月2日から12月25日まで |
| 全国           | 第一興商スターカラオケ                        | スカパー!      | 月曜 7:00 - 7:30 他 | 終了時期未定                  |

- 海外ではハワイとロサンゼルスでも放送されていた。

## 番組終了前に放送を終了した放送局
- テレビ北海道（TVh）-編成上の理由だが、放送終了時期は不明。
- 青森放送（RAB）-1997年途中に青森テレビにネット変更。
- IBC岩手放送
- 静岡朝日テレビ
- びわ湖放送
- 岡山放送
- TVQ九州放送

## スタッフ
- スーパーバイザー：泉博
- 総合演出：岩田英子
- 協力：日本歌手協会他